# Provinz Gualberto Villarroel
Gualberto Villarroel ist eine von zwanzig Provinzen des bolivianischen Departamento La Paz und liegt im südlichen Teil des Departamentos. Die Provinz trägt ihren heutigen Namen zu Ehren von Gualberto Villarroel López (1908–1946), dem 39. Präsidenten Boliviens.

## Lage
Die Provinz liegt im zentralen Teil des bolivianischen Altiplano am Río Desaguadero und grenzt im Norden an die Provinz Aroma, im Nordwesten an die Provinz Pacajes, und im Süden und Südosten an das Departamento Oruro.
Die Provinz erstreckt sich zwischen etwa 17° 24' und 17° 53' südlicher Breite und 67° 30' und 68° 18' westlicher Länge, sie misst von Norden nach Süden 40 Kilometer, von Westen nach Osten 80 Kilometer.

## Bevölkerung
Die Einwohnerzahl der Provinz Gualberto Villarroel ist in den vergangenen drei Jahrzehnten um mehr als die Hälfte angestiegen:
| Jahr | Einwohner | Quelle       |
| ---- | --------- | ------------ |
| 1992 | 11 685    | Volkszählung |
| 2001 | 15 722    | Volkszählung |
| 2012 | 17 865    | Volkszählung |
| 2024 | 17 297    | Volkszählung |

Der Alphabetisierungsgrad in der Provinz beträgt 87,6 Prozent, und zwar 94,3 Prozent bei Männern und 80,1 Prozent bei Frauen.
Die Säuglingssterblichkeit ist von 8,8 Prozent (1992) auf 6,8 Prozent (2001) zurückgegangen.
74,8 Prozent der Bevölkerung sprechen Spanisch, 95,9 Prozent sprechen Aymara, und 0,3 Prozent Quechua. (2001)
98,7 Prozent der Bevölkerung haben keinen Zugang zu Elektrizität, 70,0 Prozent leben ohne sanitäre Einrichtung (2001).
78,0 Prozent der Haushalte besitzen ein Radio, 2,0 Prozent einen Fernseher, 77,6 Prozent ein Fahrrad, 4,8 Prozent ein Motorrad, 3,1 Prozent einen PKW, 0,1 Prozent einen Kühlschrank, und 0,5 Prozent ein Telefon. (2001)
59,9 Prozent der Einwohner sind katholisch, 26,5 Prozent sind evangelisch (1992).

## Gliederung
Die Provinz Gualberto Villarroel gliederte sich bei der letzten Volkszählung von 2024 in die folgenden drei Verwaltungsbezirke (bolivianisch: Municipios):
- 02-1801 Municipio San Pedro de Curahuara – 9.044 Einwohner
- 02-1802 Municipio Papel Pampa – 6.222 Einwohner
- 02-1803 Municipio Chacarilla – 2.031 Einwohner

## Ortschaften in der Provinz Gualberto Villaroel
- Municipio San Pedro de Curahuara
  - Villa Manquiri 477 Einw. – San Pedro de Curahuara 472 Einw. – Chilahuala 149 Einw. – Waldo Ballivián 144 Einw. – Araj Huma 55 Einw.

- Municipio Papel Pampa
  - San José 16 de Julio 428 Einw. – Papel Pampa 142 Einw. – San José Alto 195 Einw.

- Municipio Chacarilla
  - San Juan Pacollo 334 Einw. – Puerto Aroma 232 Einw. – Chacarilla 109 Einw.